# جولييت دانيال
جولييت دانيال (بالإنجليزية: Juliette Danielle)‏ هي ممثلة أمريكية، ولدت في 8 ديسمبر 1980 في الولايات المتحدة.

## وصلات خارجية
- جولييت دانيال على موقع IMDb (الإنجليزية)
- جولييت دانيال على موقع ميتاكريتيك (الإنجليزية)
- جولييت دانيال على موقع روتن توميتوز (الإنجليزية)
- جولييت دانيال على موقع ألو سيني (الفرنسية)
- جولييت دانيال على موقع أول موفي (الإنجليزية)
- جولييت دانيال على موقع قاعدة بيانات الفيلم (الإنجليزية)
- جولييت دانيال على موقع كينوبويسك (الروسية)